# Kambja
Kambja è un comune rurale dell'Estonia meridionale, nella contea di Tartumaa. Il centro amministrativo è l'omonimo borgo (in estone alevik).

## Località
Oltre al capoluogo, il comune comprende 30 località (in estone küla):
Aakaru - Ivaste - Kaatsi - Kammeri - Kavandu - Kodijärve - Kõrkküla - Kullaga - Lalli - Madise - Mäeküla - Oomiste - Paali - Palumäe - Pangodi - Pulli - Pühi - Raanitsa - Rebase - Reolasoo - Riiviku - Sipe - Sirvaku - Sulu - Suure-Kambja - Talvikese - Tatra - Vana-Kuuste - Virulase - Visnapuu